# 8436 Leucopsis
A 8436 Leucopsis (ideiglenes jelöléssel 2259 T-1) a Naprendszer kisbolygóövében található aszteroida. Cornelis Johannes van Houten, Ingrid van Houten-Groeneveld és Tom Gehrels fedezte fel 1971. március 25-én.